# Giannino Pieralisi Volley
Giannino Pieralisi Volley - żeński klub siatkarski z Włoch powstały w 1969 roku z bazą w mieście w Jesi. Przez dłuższy okres drużyna ta grała w niższych ligach.  W 2000 roku udało się jej przystąpić do rozgrywek we włoskiej Serie A1. W 2010 r. klub odsprzedał miejsce w Serie A drużynie Spes Volley Conegliano. Obecnie występuje w rozgrywkach Serie B2.

## Sukcesy
Mistrzostwo Włoch:
- 2006, 2007
- 2003, 2004

Puchar CEV:
- 2004

Puchar Challenge:
- 2009

## Kadra

### Sezon 2009/2010
- 1.  Patrizia Vagnarelli
- 3.  Martina Mataloni
- 5.  Lubow Sokołowa
- 6.  Claudia Mazzoni
- 7.  Chiara Negrini
- 8.  Simona Rinieri
- 9.  Heather Bown
- 10.  Moira Cerioni
- 11.  Francesca Devetag
- 13.  Raffaella Calloni
- 14.  Stefania Dall'Igna
- 16.  Valentina Tirozzi

### Sezon 2008/2009
- 1.  Maja Ognjenović
- 3.  Alessia Travaglini
- 4.  Manuela Leggeri
- 5.  Moira Cerioni
- 6.  Martina Mataloni
- 7.  Chiara Negrini
- 8.  Simona Rinieri
- 9.  Heather Bown
- 10.  Isabella Zilio
- 11.  Tina Lipicer-Samec
- 12.  Manon Flier
- 13.  Raffaella Calloni
- 14.  Ivana Kamenjarin

### Sezon 2007/2008
- 3.  Elisa Togut
- 5.  Carol Gattaz
- 6.  Valentina Bedin
- 7.  Chiara Negrini
- 8.  Simona Rinieri
- 9.  Heather Bown
- 11.  Marcelle Rodrigues
- 12.  Irene Padua
- 13.  Raffaella Calloni
- 14.  Elisa Cella
- 15.  Darija Chmil
- 17.  Ramona Puerari

### Sezon 2006/2007
- 2.  Ilijana Petkowa
- 3.  Elisa Togut
- 4.  Ludovica Orazi
- 6.  Francesca Giogoli
- 7.  Neli Marinowa-Nesić
- 8.  Simona Rinieri
- 9.  Heather Bown
- 10.  Isabella Zilio
- 12.  Jaqueline Carvalho
- 13.  Raffaella Calloni
- 14.  Elisa Cella
- 15.  Zamora Gil Martha Maria

### Sezon 2005/2006
- 1.  Valeria Cimoli
- 2.  Ilijana Petkowa
- 3.  Elisa Togut
- 4.  Ludovica Orazi
- 5.  Lubow Sokołowa
- 6.  Sofia Arimattei
- 7.  Neli Marinowa-Nesić
- 8.  Giulia Borgogelli
- 9.  Marcela Ritschelová
- 10.  Isabella Zilio
- 11.  Darina Mifkova
- 12.  Erin Aldrich
- 13.  Alessia Travaglini

### Sezon 2004/2005
- 1.  Jelena Nenkowska
- 2.  Ilijana Petkowa
- 3.  Elisa Togut
- 4.  Manuela Leggeri
- 5.  Stacy Sykora
- 6.  Carmen Țurlea
- 8.  Giulia Borgogelli
- 9.  Marcela Ritschelová
- 11.  Hanka Pachale
- 12.  Francesca Vannini
- 14.  Eleonora Lo Bianco
- 15.  Barbara De Luca